# Leberbiopsie

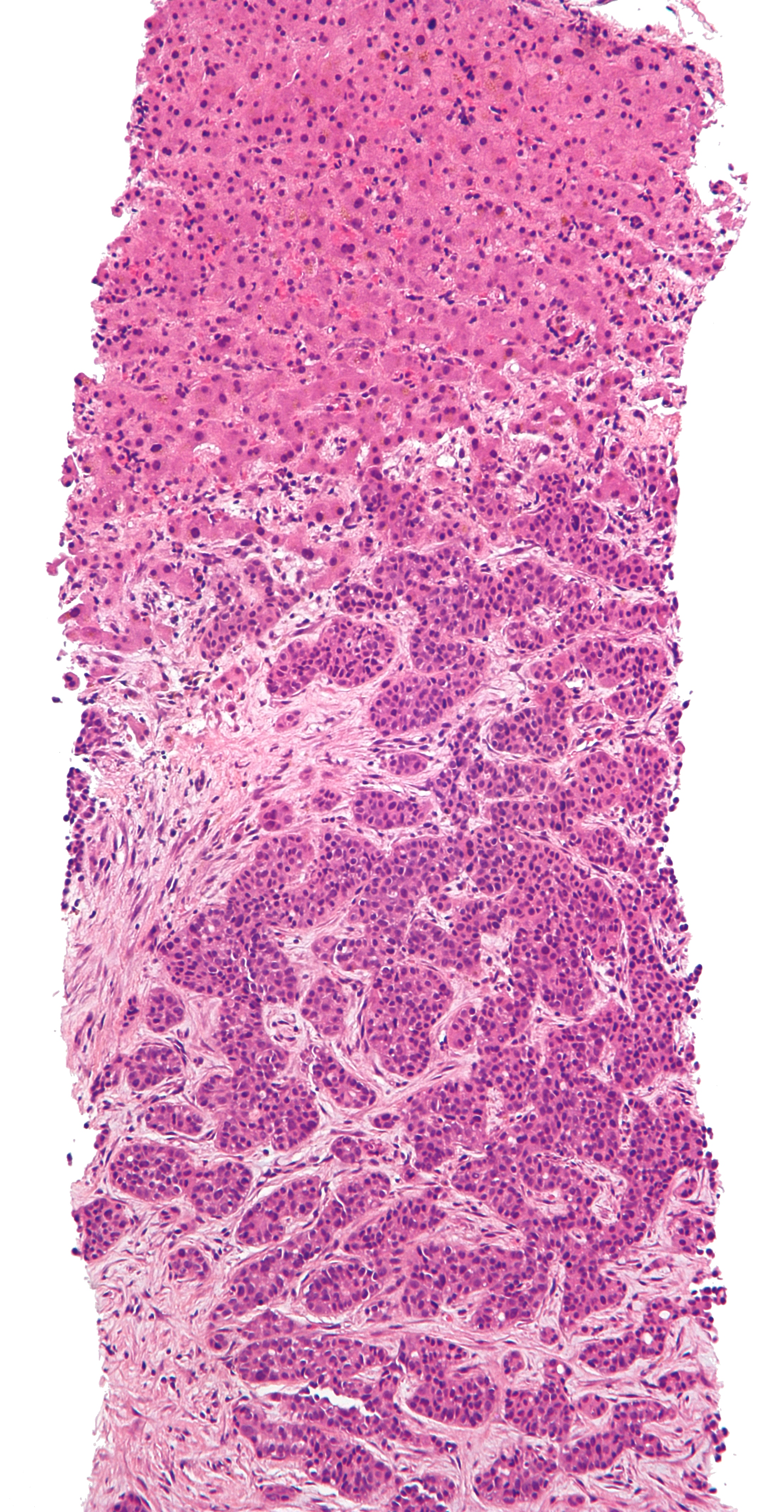
Mikrofoto einer Leberbiopsie die eine Lebermetastase zeigt. HE-Färbung.

Eine Leberbiopsie ist eine Gewebsentnahme aus der Leber. Sie ist eine Untersuchungsmethode der Medizin zur Untersuchung von diffusen oder umschriebenen Leberveränderungen.

## Arten der Leberbiopsie
- sonografisch gesteuerte Leberbiopsie 
  - ungezielt
  - gezielt aus einem Leberherd
- laparoskopische Leberbiopsie
- CT gesteuerte Leberpunktion
- intraoperative Leberbiopsie
- Leberblindpunktion
- transjuguläre Leberbiopsie

## Ablauf der Leberbiopsie
Bei der derzeit am häufigsten durchgeführten sonografisch gesteuerten Leberbiopsie wird der Patient zunächst mittels Ultraschall untersucht und der Punktionsort festgelegt. Es erfolgt eine ausführliche Hautdesinfektion. 
Dann erhält der Patient eine Sedierung (z. B. mit Midazolam) und eine örtliche Betäubung im Bereich der Punktionsstelle. Daraufhin wird die Punktionskanüle vorbereitet und der Stanzzylinder entnommen.
Der Stanzzylinder wird in eine Konservierungslösung eingebracht und zum Pathologen geschickt. Dort wird das Gewebe in Paraffin eingebettet, in Dünnschnitte zerteilt, gefärbt und mittels Mikroskop untersucht.
Der erhobene Befund geht an den Untersucher zurück (meist innerhalb von 1–2 Tagen).
Der Patient bleibt nach der Punktion noch für einige Stunden beim Arzt unter Beobachtung und erhält anschließend eine Ultraschall-Untersuchung, um etwaige Nachblutungen zeitnah erkennen zu können. 

## Wann macht man eine Leberbiopsie?
- Bei diffusen Lebererkrankungen, die sich anders nicht diagnostizieren lassen.
- Bei Knoten in der Leber, die sich anders nicht diagnostizieren lassen.
- Bei Verdacht auf Hämochromatose, wenn der vorhergehende Gentest ohne Befund ist.
- Zum Ausschluss einer akuten Abstoßung nach orthotoper Lebertransplantation

## Mögliche Komplikationen
In der Hand eines erfahrenen Untersuchers ist die Leberpunktion bei normalen Gerinnungsverhältnissen eine weitgehend gefahrlose medizinische Maßnahme. Durch ausreichende Sedierung und örtliche Betäubung ist sie für den Patienten kaum belastend. Nach Durchführung der Leberbiopsie verspüren viele Patienten noch für einige Stunden bis wenige Tage ein Druckgefühl im Bereich der Punktionsstelle. 
Die Leberpunktion kann nicht durchgeführt werden bei einem Echinokokkusbefall der Leber (Bandwurm) und einigen anderen seltenen Kontraindikationen.
Organe, die durch die Leberbiopsie versehentlich verletzt werden können: Lunge, Darm oder Gallenblase.
Die Komplikationsrate liegt bei einem erfahrenen Untersucher unter 1 %.
Eine geringe Nachblutung in die Bauchhöhle bleibt meist ohne Konsequenz. 
Der Patient muss vor der Untersuchung über Sinn und Zweck der Leberbiopsie und mögliche Komplikationen aufgeklärt werden.